# Cécile Plaisance
Cécile Plaisance, née en 1968 à Paris (France), est une photographe française principalement active à Bruxelles.

## Biographie
Diplômée en économie et en commerce à l’université Paris-Dauphine en 1991, Cécile Plaisance travaille une dizaine d’années en finance et se spécialise dans le marché européen,.
Ensuite elle choisit de se former aux techniques numériques de la photographie.
Sur son site web, elle raconte que lors de ses nombreux déplacements, Cécile Plaisance se passionne pour la photographie. 
Quittant une fois de plus la France, elle s'établit  à Bruxelles où elle s’investit pleinement dans sa carrière de photographe. Grandement influencée par la culture populaire, les illustrations de Pin-Up et les photographies Playboy, l’une des premières séries photographiques de l’artiste intitulée « Tribute to Newton » rend hommage au photographe-portraitiste Helmut Newton. Cette série est composée de photographies en noir et blanc représentant des poupées Barbie habillées de crinoline blanche. L’intention première de l’artiste est de susciter une réflexion sur la sensualité délicate et féminine de ces poupées composées de matière plastique ,.

## Travail artistique
Les œuvres de Cécile Plaisance ont pour but de questionner l’idéalisation ainsi que l’hypersexualisation du corps féminin. Le travail de l'artiste consiste ainsi à libérer le corps des femmes par le biais de la photographie.
Elle joint le médium photographique à la représentation de la poupée Barbie en vue de susciter divers questionnements relatifs à la condition féminine dans le monde.

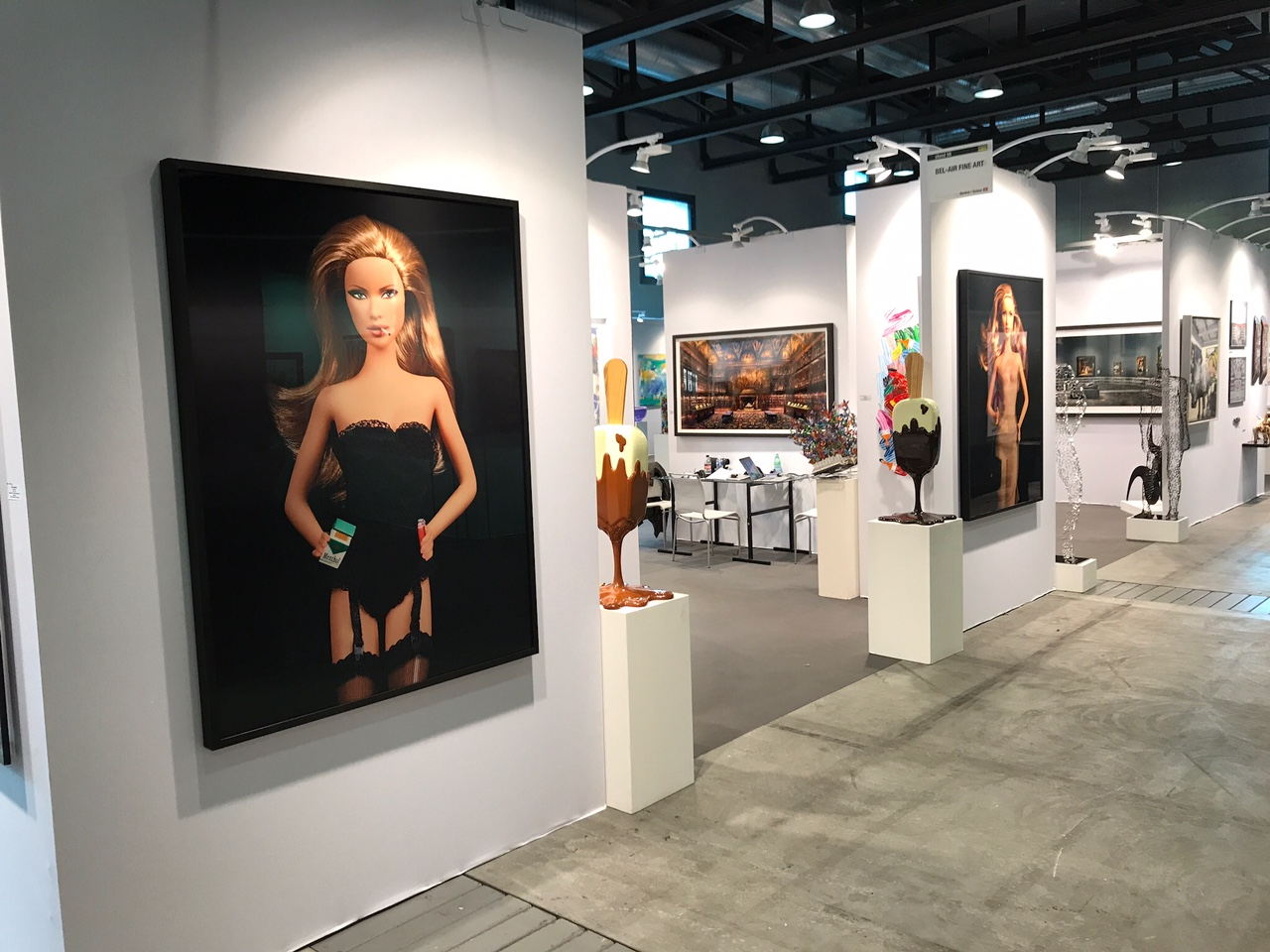
Exposition Lausanne Mai 2017

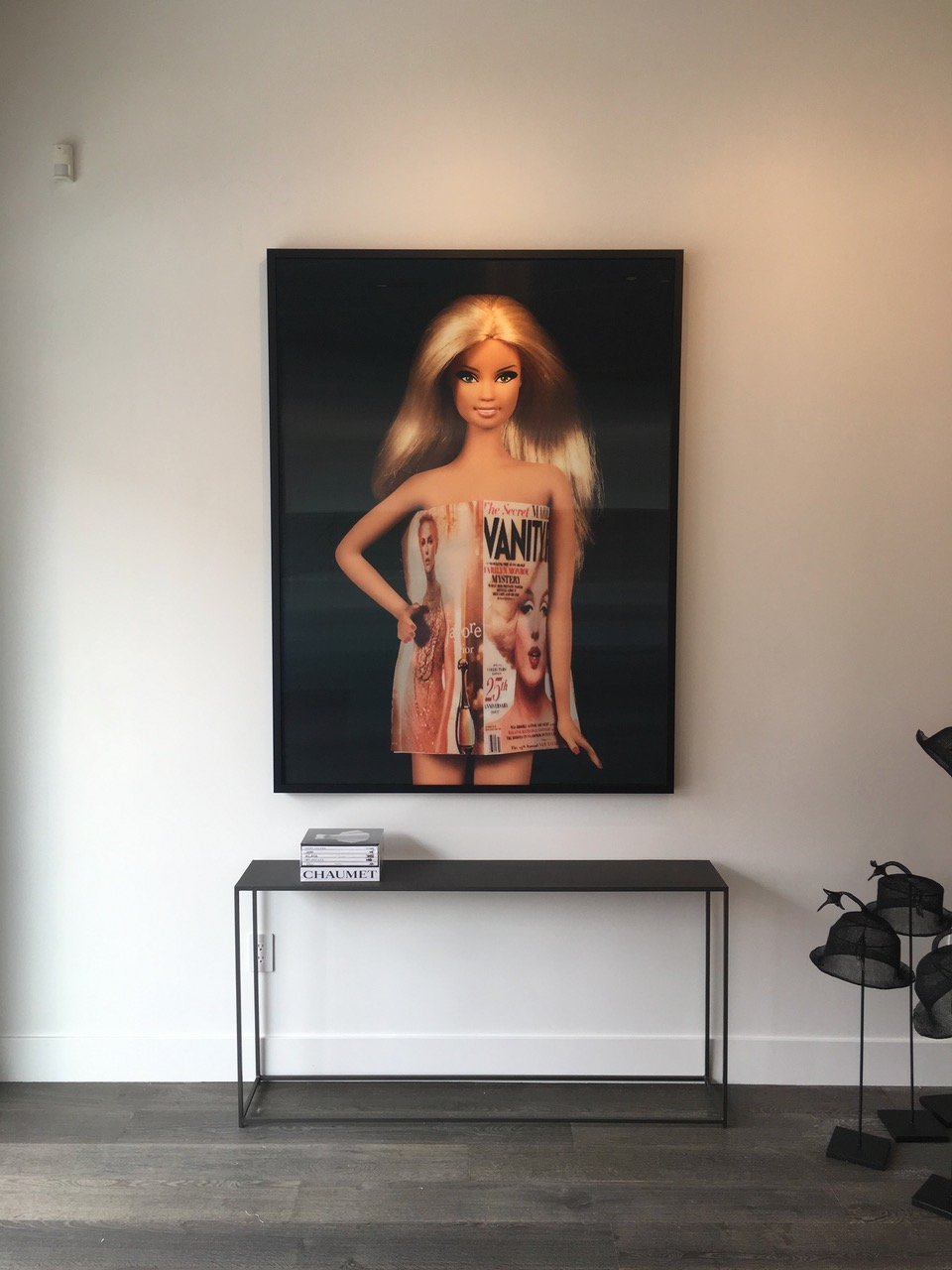
Vanity Fair série 2014

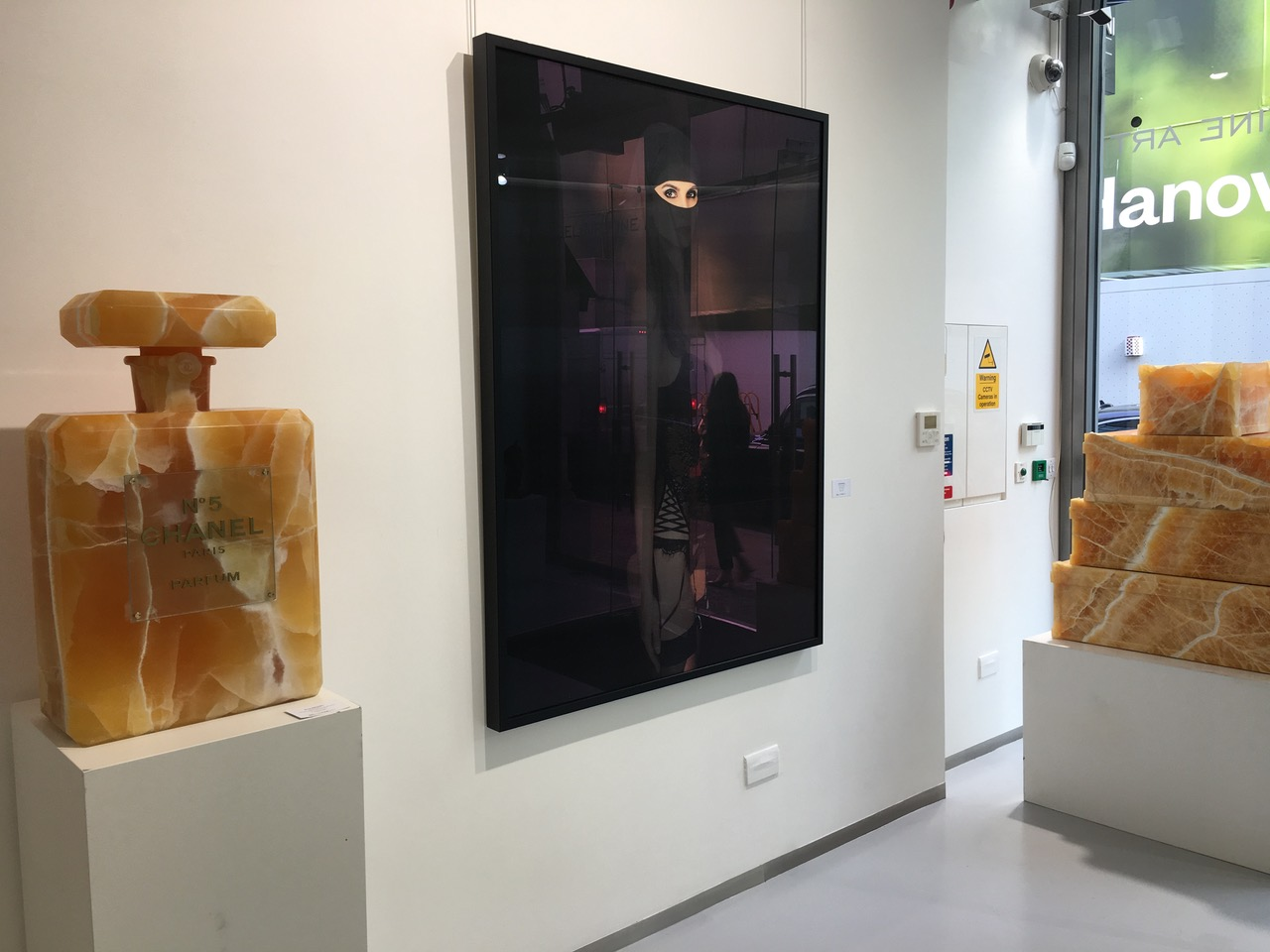
BAFA London - Gallery layout opening Jan 2018 - 29

Lors des événements du Bataclan, à Paris, en 2015, l'artiste vend plus d’une dizaine d’œuvres représentant des poupées portant la burka. En ces œuvres, Cécile Plaisance utilise l’impression lenticulaire afin de superposer simultanément des images, laissant la poupée Barbie se voiler et se dévoiler en fonction de l'angle sous lequel nous visionnons la photo. Selon l’artiste, toutes les religions se valent entre elles, mais aucune ne doit promouvoir le non-respect physique et moral de la femme. Ainsi, toutes les femmes du monde devraient être libres de leurs actions et de leur corps. Elle dira lors d'une entrevue publiée sur son site officiel. : 

« Je n’arrive pas à concevoir l’idée qu’une femme sous une burka est totalement consentante de cette situation. […] Je crois que la sexualité doit être affirmée, on doit arrêter de subir la main mise des hommes qui contrôlent tout et considèrent les femmes comme des objets sexuels. La femme doit se libérer. »

## Inspiration
Lors de son exposition de fin de cycle à l'école nationale supérieure de la photographie, Cécile Plaisance a décidé de rendre hommage à une de ses inspirations, Helmut Newton et ses femmes nues sous imperméables. Elle a aussi mentionné le mouvement Pop art comme étant l’une de ses inspirations, elle a nommé Roy Lichtenstein, Jean-Michel Basquiat, Keith Haring et Julian Opie. Les illustrateurs de Pin-Up ont aussi joué un rôle dans son esthétique notamment Georges Gross ainsi que Kiraz et ses Parisiennes. 
Cécile Plaisance nomme aussi des artistes tels que Mel Ramos, Niki de Saint Phalle, Michel Dweck et David LaChapelle comme ayant participé à son identité artistique. 
Dans son art, Cécile Plaisance représente principalement des femmes, la relation ambiguë entre les femmes comme étant des objets de désir mais aussi le fait que nous vivons dans une société de contrôle.

## Technique de l'artiste
Cécile Plaisance utilise l'Art numérique dans son travail. Dans plusieurs de ses séries, Cécile Plaisance travaille avec l'Imagerie lenticulaire. On peut notamment l'observer dans l'œuvre Smoking Burqa.  
- Séries

- 2013 : Lens series - Click to view gif.
- 2013 : Lens series - Click to view gif. [7].
- 2014 : Lens series - Click to view gif. [7].
- 2015 : Lens series - Click to view gif. [7].
- 2016 : Lens series - Click to view gif.
- 2016 : Keyhole.
- 2016 : Population Theatre.
- 2016 : Olga. [7].
- 2017 : Alex.
- 2017 : Lens series. [7].
- 2018: Lens series - Fuck the rules [7].  .

## Expositions
- 2009 : Autoportraits.
- 2010 : Chantiers.
- 2010 : New York.
- 2010 : Brésil. [7].
- 2011 : Jeunes Filles.[7].
- 2012 : La Bella Vita Series Envie d’Art Gallery.
- 2012 : Tribute B. Kruger and H. Newton Private Sale a Singapore.
- 2012 : Barbie Skiing Series AAF Gent.
- 2012 : Tribute Newton, Envie d’Art Gallery et AAF Singapore.
- 2012 : Tribute Newton Series pour l'exposition Fotofever à la K + Y galerie.
- 2012 : Tribute Newton et Barbie at the Beach Samuel Owen Gallery.
- 2012 : Tribute Newton Series, Envie d’Art Gallery.
- 2012 : Barbie at the Beach Series Young Gallery Knokke[7].
- 2013 : Lens Series ART MIAMI : SCOPE avec K + Y Gallery.
- 2013 : Lens Series AAF Singapore avec Envie d’Art Gallery
- 2013 : Newton & Man Ray Series AAF Singapore avec Artemiss Gallery
- 2013 : Lens Series AAF Hamburg avec Envie d’Art Gallery.
- 2013 : Lens Series Fotofever Paris, Carrousel du Louvre, avec K + Y Gallery
- 2013 : Lens Series Art Toronto avec K + Y Gallery.
- 2013 : Lens Series AAF Amsterdam avec Envie d’Art Gallery.
- 2013 : Solo Show et Lens Series Fotofever Bruxelles avec K + Y Gallery.
- 2013 : Lens Series AAF Stockholm et Envie d’Art Gallery.
- 2013 : Lens Series Envie d’Art Gallery.
- 2013 : Lens Series Envie d’Art Gallery.
- 2013 : Lens Series Envie d’Art Gallery.
- 2013 : Lens Series Envie d’Art Gallery.
- 2013 : Ken on my Mind & Tribute Man Ray Art Basel Hong Kong avec Artemis.
- 2013 : La Bella Vita SeriesEnvie d’Art Gallery.
- 2013 : Lens Series AAF Brussel avec Envie d’Art Gallery.
- 2013 : Lens Series London Art fair avec K + Y Gallery.
- 2013 : Lens Series London Art fair avec K + Y Gallery.
- 2013 : Lens Series London Art fair avec K + Y Gallery.
- 2013 : l’Art pour l’Accueil[7].
- 2014 : Lens Series & Real Life Galerie de l’Exil.
- 2014 : Lens Series K + Y Gallery.
- 2014 : Lens SeriesAAF Hambourg avec Envie d’Art.
- 2014 : Lens Series Art Cologne avec K + Y Gallery.
- 2014 : Lens Series Art Toronto avec K + Y Gallery.
- 2014 : Lens Series AAF New York avec Envie d’Art.
- 2014 : Lens Series St Tropez exhibition avec Petitjean Gallery.
- 2014 : Lens Series Art Hamptons avec K + Y Gallery.
- 2014 : Lens Series Scope Basel avec K + Y Gallery.
- 2014 : Lens Series AAF London avec Envie d’Art Gallery.
- 2014 : Lens SeriesLA ART SHOW avec K + Y Gallery.
- 2014 : Bella Vita Series L.A. ART SHOW avec L’Art pour l’Accueil, Brussel[8].
- 2015 : Lens SeriesArt Miami avec K + Y Gallery.
- 2015 : Lens SeriesAAF Hamburg avec Envie d’Art Gallery.
- 2015 : Lens Series Envie d’Art London.
- 2015 : Lens SeriesAAF Singapor avec Envie d’Art Gallery
- 2015 : Lens Series Istanbul Contemporary Art Fair avec  K + Y Galler.
- 2015 : Lens Series 8ème Avenue Fair, Paris avec K + Y Gallery,
- 2015 : Lens Series Cologne Art Fair avec K + Y Gallery.
- 2015 : Lens Series Beirut Art Fair avec Bel Air Fine Art.
- 2015 : Lens Series AAF Séoul avec Envie d’Art Gallery.
- 2015 : Lens Series AAF New York avec Envie d’Art Gallery.
- 2015 : Lens Series Art Sout Hampton avec K + Y Gallery.
- 2015 : Lens Series Art Hamptons avec K + Y Gallery.
- 2015 : Lens Series Hong Kong, Opera Galler.
- 2015 : Lens Series Bel Air Fine Art Geneva.
- 2015 : Lens Series Art Basel avec K + Y Gallery.
- 2015 : Lens Series AAF Hong Kong avec K + Y Gallery.
- 2015 : Lens Series Bel Air Fine Art St-Tropez.
- 2015 : Lens Series Art Dubai avec Vogelsang Gallery.
- 2015 : Lens Series AAF New York avec Envie d’Art Gallery.
- 2015 : Lens Series Palm Springs Art Fait avec Vogelsang Gallery.
- 2015 : Lens Series AAF Bruxelles, avec K + Y Gallery.
- 2015 : Lens Series Art Palm Beach avec Biba Gallery.
- 2015 :  Lens Series & Real Life Serie Galerie de l’Exil, av Matignon
- 2015 : Lens Series LA Art Show avec K + Y Gallery[7].
- 2016 : Lens Series Art Miami avec K + Y Gallery.
- 2016 : Lens Series  Scope Miami avec K + Y Gallery.
- 2016 : Lens Series START Strasbourg avec Bel Air Fine Art Gallery.
- 2016 : Lens Series AAF Hamburg avec Envie d’Art Gallery.
- 2016 : Lens Series 8ème Avenue avec Bel Air Fine Art.
- 2016 : Lens Series AAF London Battersea avec Envie d’Art Gallery.
- 2016 : Lens Series Cologne Art Fair avec K + Y Gallery.
- 2016 : Lens Series  AAF Stockholm avec Envie d’Art Gallery.
- 2016 : Lens Series AAF New York avec Envie d’Art Gallery.
- 2016 : Lens Series Art Southampton avec K + Y Gallery.
- 2016 : Lens Series Art Hamptons avec K + Y Gallery.
- 2016 : Lens Series Solo Exhibition, Rarity Gallery, Mykonos, Grèce.
- 2016 : Lens Series AAF Hong Kong avec Envie d’Art Gallery.
- 2016 : Lens Series Context Art New York avec, with K + Y Gallery.
- 2016 : Lens Series Rarity Gallery Mykonos.
- 2016 : Lens Series AAF New York avec Envie d’Art Gallery.
- 2016 : Lens Series Art Central Hong Kong avec K + Y Gallery.
- 2016 : Lens Series AAF Battersea, London avec Envie d’Art Gallery.
- 2016 : Lens Series AAF Bruxelles avec Envie d’Art Gallery.
- 2016 : Lens Series  Art Wynwood avec K + Y Gallery.
- 2016 : Lens Series Rotterdam Contemporary avec Dock Gallery.
- 2016 : Lens Series LA Art Show avec K + Y Gallery[7].
- 2017 : Lens Series Scope Art Miami avec K + Y Gallery.
- 2017 : Lens Series Context Art Miami avec K + Y Gallery.
- 2017 : Lens Series LXRY Art Show Amsterdam avec Wanrooij Gallery.
- 2017 : Lens Series Luxembourg Art Fair avec Bel Air Fine Art Gallery.
- 2017 : Lens Series AAF Hamburg avec Envie d’Art Gallery.
- 2017 : Lens Series Art 3F Mulhouse avec Art in Eyes Gallery.
- 2017 : Lens Series AAF Amsterdam avec Envie d’Art Gallery.
- 2017 : Lens Series AAF Stockholm avec Envie d’Art Gallery.
- 2017 : Lens Series Monaco Yacht Show avec Bel Air Fine Art.
- 2017 : Lens Series AAF New York avec Envie d’Art Gallery.
- 2017 : Lens Series Art Market Hamptons avec K + Y Gallery.
- 2017 : Lens Series Fondation Arnaud Crans Montana.
- 2017 : Lens Series Scope Basel avec K + Y Gallery.
- 2017 : Lens Series AAF Hong Kong avec Envie d’Art Gallery.
- 2017 : Lens Series Lausanne Art Fair avec Bel Air Fine Art Gallery.
- 2017 : Lens Series Context Art Fair New York avec K + Y Gallery.
- 2017 : Lens Series AAF New York avec Envie d’Art Gallery.
- 2017 : Lens Series R’DAM Art Fair avec Dock Gallery.
- 2017 : Lens Series Art Central Hong Kong avec Envie K + Y Gallery.
- 2017 : Lens Series Art Bocaraton avec DL Gallery.
- 2017 : Lens Series AAF Battersea avec Envie d’Art Gallery.
- 2017 : Lens Series SCOPE New York avec DL Gallery.
- 2017 : Lens Series ART Wynwood avec DL Galler.
- 2017 : Lens Series AAF Bruxelles avec Envie d’Art Gallery.
- 2017 : Lens Series AAF Bruxelles avec Envie d’Art Gallery.
- 2017 : Lens Series Forreal Amsterdam avec Dock Gallery.
- 2017 : Lens Series l’Art pour l’Accueil, Bruxelles.
- 2017 : Lens Series La Art Show avec K + Y Gallery[7].
- 2018 : Art Context Miami avec K+Y Gallery and bel Air Fine Art Gallery.
- 2018 : Scope Miami avec K + Y Gallery.
- 2018 : AAF Hamburg avec Envie d’Art Gallery.
- 2018 : AAF Amsterdam avec Envie d’Art Gallery.
- 2018 : Art Elysées avec K + Y Gallery.
- 2018 : Art Elysées avec Bel Air Fine Art Gallery.
- 2018 : AAF Battersea avec Envie d’Art Gallery.
- 2018 : AAF New York avec Envie d’Art Gallery.
- 2018 : Yachting Festival Cannes avec Bel Air Fine Art Gallery.
- 2018 : Art Market Hamptons avec K + Y Gallery.
- 2018 : SM’ART Aix en Provence avec Bel Air Fine Art Gallery.
- 2018 : AAF Hong Kong avec Envie d’Art Gallery.
- 2018 : Art Context New York avec Wanrooij Gallery.
- 2018 : Antibes Art Fair avec Bel Air Fine Art Gallery.
- 2018 : Lausanne Art Fair avec Bel Air Fine Art Gallery.
- 2018 : Kunstrai Amsterdam avec Wanrooij Gallery.
- 2018 : AAF New York avec Envie d’Art Gallery.
- 2018 : AAF Bruxelles avec Envie d’Art Gallery.
- 2018 : MIA Photo Art Fair Milan avec Bel Air Fine Art Gallery.
- 2018 : AAF London Battersea avec Envie d’Art Gallery.
- 2018 : Art Up Lille avec K + Y Gallery.
- 2018 : Art Up Lille avec Bel Air Fine Art Gallery.
- 2018 : La Art Show avec K + Y Gallery [9].

## Collections privées
- Famille Handler (Foundation Mattel).
- Mme Pritzker, ex-présidente du musée d'Art contemporain de Chicago.
- POPA MUSEUM, Suisse.
- Fondation Arnaud Crans Montana, Suisse.
- M. Michael Wekerle (investisseur de la version canadienne de «Dragons'den»)
- Collection de Victor-Emmanuel de Savoie, prince d'Italie.
- Collection de CEO Jo Malone.
- Collection Meeschaert.
- Collection du roi du Maroc.
- Collection de M. Sébastien Bazin.
- Collection de la famille Ecclestone.
- Collection de la famille Lutgen (Ice Watch).
- Collection de M. Haci Sabanci.
- Collection de M. David Holder, Groupe Ladurée.
- Collection de Mme Corinne Bouygues, groupe Bouygues.
- Collection Mimran Group.
- Collection de M. et Mme Latsis[10].